# Cryptasterina
Genre
Cryptasterina est un genre d'étoiles de mer de la famille des Asterinidae.

## Systématique
Le genre Cryptasterina a été créé en 2003 par Alan J. Dartnall (d), Maria Byrne (d), John Collins et Michael W. Hart (d).

## Liste des espèces
Selon World Register of Marine Species (16 juillet 2021) :
- Cryptasterina hystera Dartnall & Byrne, 2003 in Dartnall, Byrne, Collins & Hart, 2003 -- Australie
- Cryptasterina pacifica (Hayashi, 1977) -- Pacifique (rare)
- Cryptasterina pentagona (Muller & Troschel, 1842) -- Indo-Pacifique

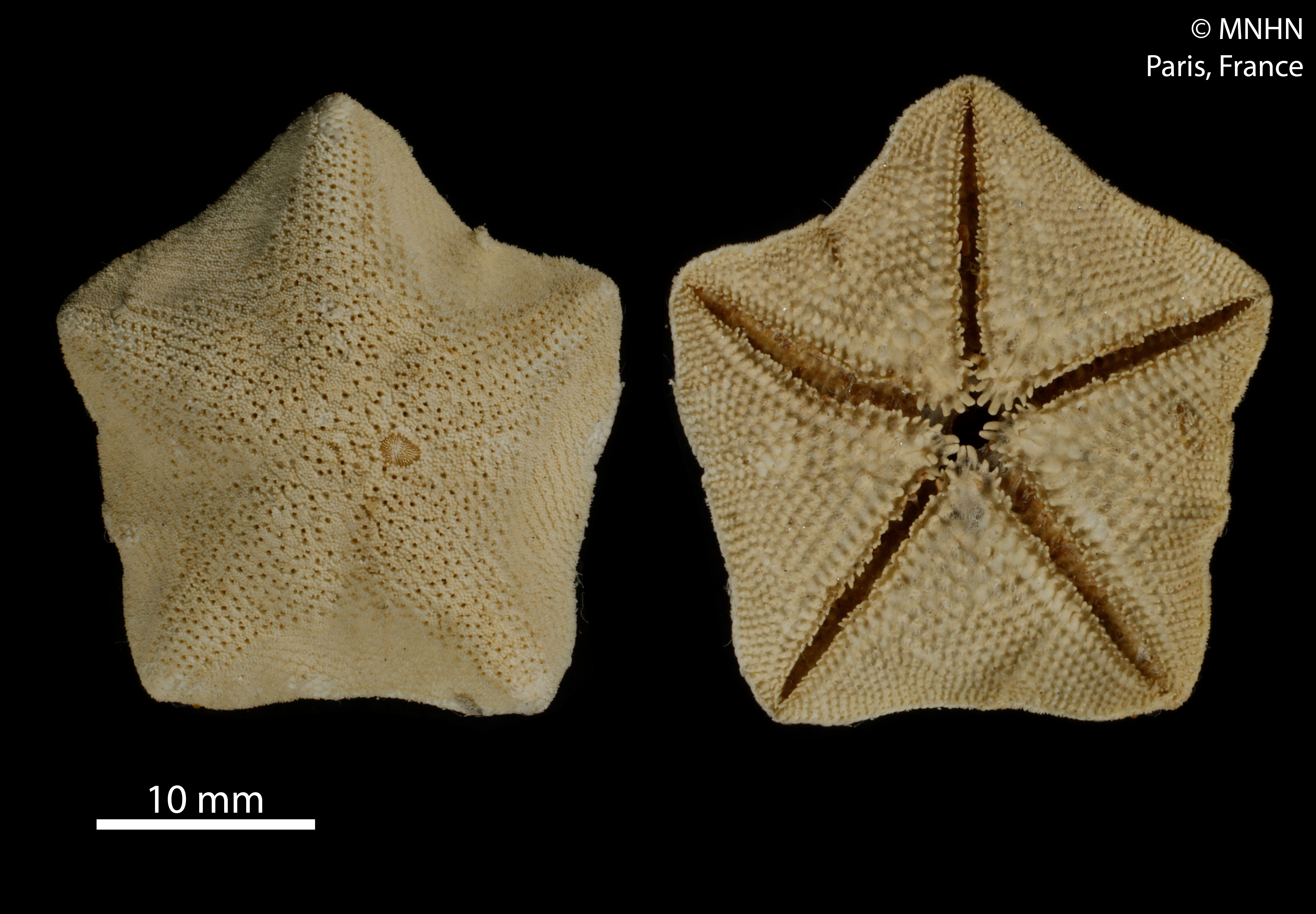
Cryptasterina pentagona séchée (MNHN).

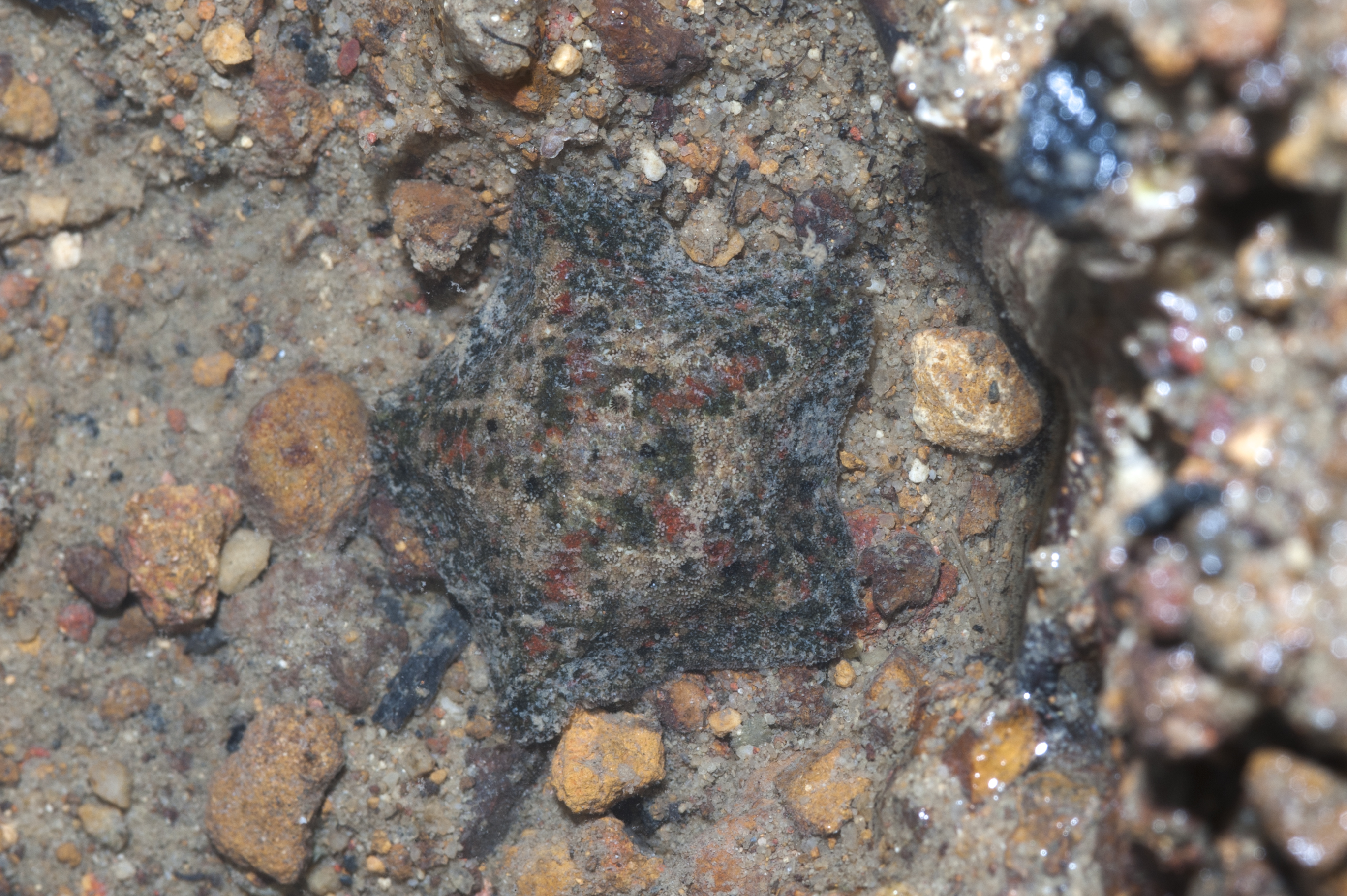
Cryptasterina sp. à Singapour.

## Publication originale
- (en) Alan J. Dartnall, Maria Byrne, John Collins et Michael W. Hart, « A new viviparous species of asterinid (Echinodermata, Asteroidea,Asterinidae) and a new genus to accommodate the species of pantropical exiguoid sea stars », Zootaxa, Magnolia Press (d), vol. 359, no 1,‎ 23 novembre 2003, p. 1–14 (ISSN 1175-5334 et 1175-5326, OCLC 49030618, DOI 10.11646/ZOOTAXA.359.1.1).

## Référence taxonomique
- (en) Catalogue of Life : Cryptasterina Dartnall, Byrne, Collins & Hart, 2003 (consulté le 10 avril 2023)
- (fr + en) ITIS : Cryptasterina  Dartnall, Byrne, Collins & Hart, 2003 (consulté le 16 juillet 2021)
- (en) NCBI : Cryptasterina (taxons inclus) (consulté le 16 juillet 2021)
- (en) WoRMS : Cryptasterina Dartnall, Byrne, Collins & Hart, 2003 (+ liste espèces) (consulté le 16 juillet 2021)